# Belarussischer Fußballpokal 2002/03
Der Belarussische Fußballpokal 2002/03 war die zwölfte Austragung des belarussischen Pokalwettbewerbs der Männer. Das Finale fand am 24. Mai 2003 im Dinamo-Stadion von Minsk statt. Titelverteidiger FK Homel schied im Halbfinale gegen den späteren Sieger FK Dinamo Minsk aus, der sich im Finale gegen den Zweitligisten Lokomotive Minsk durchsetzte.

## Modus
Im Gegensatz zur Liga wurde der Pokal im Herbst-Frühjahr-Rhythmus ausgetragen. Außer dem Halbfinale wurden die Begegnungen in einem Spiel ausgetragen. Bei unentschiedenem Ausgang wurde zur Ermittlung des Siegers eine Verlängerung gespielt. Stand danach kein Sieger fest, folgte ein Elfmeterschießen. Das Halbfinale wurden in Hin- und Rückspiel ausgetragen. Der Pokalsieger qualifizierte sich für den UEFA-Pokal.

## Teilnehmende Teams
| Wyschejschaja Liha (14) | Perschaja Liha (11) | Druhaja Liha (6) |
| --- | --- | --- |
| - BATE Baryssau - Belschyna Babrujsk - FK Dinamo Minsk - Tarpeda-MAZ Minsk - FK Dinamo Brest - FK Homel - FK Njoman Hrodna - FK Maladsetschna-2000 - Dnjapro-Transmasch Mahiljou - FK Schachzjor Salihorsk - FK Slawija-Masyr - Swjasda WA-BHU Minsk - FK Tarpeda Schodsina - Lakamatyu-96 Wizebsk | - Chimik Swetlahorsk - FK Daryda Schdanowitschy - FK Njoman Masty - FK Hranit Mikaschewitschy - FK Kamunalnik Slonim - FK Lida - Tarpeda Kadina Mahiljou - Lakamatyu Minsk - Naftan Nawapolazk - FK Smarhon - Wedrytsch-97 Retschyza | - MTZ-RIPA Minsk - FK Baranawitschy - FK Pinsk-900 - FK Weras Njaswisch - Wertikal Kalinkawitschy - Spartak-UOR-Dnepr Schklou |

## 1. Runde
Teilnehmer: 6 Mannschaften der zweiten Liga und 6 aus der dritten Liga. Die unterklassigen Teams hatten Heimrecht.
| Datum      |                                 | Ergebnis |                                |
| ---------- | ------------------------------- | -------- | ------------------------------ |
| 07.08.2002 | MTZ-RIPA Minsk (III)            | 5:0      | FK Lida (II)                   |
| 07.08.2002 | FK Pinsk-900 (III)              | 1:2      | Lakamatyu Minsk (II)           |
| 07.08.2002 | FK Weras Njaswisch (III)        | 1:3      | Wedrytsch-97 Retschyza (II)    |
| 07.08.2002 | FK Baranawitschy (III)          | 0:2      | FK Njoman Masty (II)           |
| 07.08.2002 | Wertikal Kalinkawitschy (III)   | 5:1      | FK Smarhon (II)                |
| 07.08.2002 | Spartak-UOR-Dnepr Schklou (III) | kampflos | FK Hranit Mikaschewitschy (II) |

## 2. Runde
Teilnehmer waren die 6 Sieger der ersten Runde, von denen Zweitligist Lakamatyu Minsk und Drittligist Wertikal Kalinkawitschy in dieser Runde ein Freilos erhielten, 9 Mannschaften der Wyschejschaja Liha 2002 und fünf weitere Zweitligisten: Tarpeda Kadina Mahiljou, Naftan Nawapolazk, FK Daryda Schdanowitschy, Chimik Swetlahorsk und FK Kamunalnik Slonim.
Fünf weitere Erstligisten erhielten ein Freilos: Dnjapro-Transmasch Mahiljou, FK Dinamo Minsk, Tarpeda-MAZ Minsk, FK Maladsetschna-2000, FK Homel. Die unterklassigen Teams hatten Heimrecht.
| Datum      |                                | Ergebnis              |                             |
| ---------- | ------------------------------ | --------------------- | --------------------------- |
| 18.08.2002 | MTZ-RIPA Minsk (III)           | 1:3                   | FK Njoman Hrodna (I)        |
| 18.08.2002 | Tarpeda Kadina Mahiljou (II)   | 0:3                   | Belschyna Babrujsk (I)      |
| 18.08.2002 | FK Njoman Masty (II)           | 0:1                   | Swjasda WA-BHU Minsk (I)    |
| 18.08.2002 | Chimik Swetlahorsk (II)        | 1:4                   | FK Slawija-Masyr (I)        |
| 18.08.2002 | FK Daryda Schdanowitschy (II)  | 0:1 n. V.             | FK Dinamo Brest (I)         |
| 18.08.2002 | Wedrytsch-97 Retschyza (II)    | 0:4                   | BATE Baryssau (I)           |
| 18.08.2002 | Naftan Nawapolazk (II)         | 0:4                   | FK Schachzjor Salihorsk (I) |
| 18.08.2002 | FK Hranit Mikaschewitschy (II) | 0:1                   | FK Tarpeda Schodsina (I)    |
| 18.08.2002 | FK Kamunalnik Slonim (II)      | 0:0 n. V. (4:5 i. E.) | Lakamatyu-96 Wizebsk (I)    |

## Achtelfinale
Teilnehmer waren die 9 Sieger der zweiten Runde und die 7 Vereine mit Freilos in der letzten Runde.
| Datum      |                               | Ergebnis              |                                 |
| ---------- | ----------------------------- | --------------------- | ------------------------------- |
| 15.09.2002 | FK Dinamo Brest (I)           | 2:3 n. V.             | Belschyna Babrujsk (I)          |
| 15.09.2002 | Lakamatyu-96 Wizebsk (I)      | 5:3                   | FK Maladsetschna-2000 (I)       |
| 15.09.2002 | FK Schachzjor Salihorsk (I)   | 0:1                   | FK Dinamo Minsk (I)             |
| 15.09.2002 | Lakamatyu Minsk (II)          | 1:0                   | FK Slawija-Masyr (I)            |
| 15.09.2002 | BATE Baryssau (I)             | 3:0                   | Tarpeda-MAZ Minsk (I)           |
| 15.09.2002 | FK Tarpeda Schodsina (I)      | 0:2                   | Dnjapro-Transmasch Mahiljou (I) |
| 15.09.2002 | Wertikal Kalinkawitschy (III) | 0:2                   | FK Homel (I)                    |
| 15.09.2002 | Swjasda WA-BHU Minsk (I)      | 0:0 n. V. (2:4 i. E.) | FK Njoman Hrodna (I)            |

## Viertelfinale
| Datum      |                         | Ergebnis  |                                 |
| ---------- | ----------------------- | --------- | ------------------------------- |
| 22.04.2003 | Lakamatyu Minsk (II)    | 3:2 n. V. | Dnjapro-Transmasch Mahiljou (I) |
| 22.04.2003 | Belschyna Babrujsk (I)  | 2:1       | FK Njoman Hrodna (I)            |
| 22.04.2003 | BATE Baryssau (I)       | 0:1       | FK Dinamo Minsk (I)             |
| 22.04.2003 | Lakamatyu Wizebsk (I) 1 | 1:2       | FK Homel (I)                    |

## Halbfinale
| Datum          |                      | Gesamt |                        | Hinspiel | Rückspiel |
| -------------- | -------------------- | ------ | ---------------------- | -------- | --------- |
| 08./16.05.2003 | Lakamatyu Minsk (II) | 4:3    | Belschyna Babrujsk (I) | 3:0      | 1:3       |
| 08./16.05.2003 | FK Homel (I)         | 0:2    | FK Dinamo Minsk (I)    | 0:0      | 0:2       |

## Finale
| Paarung         | FK Dinamo Minsk – Lakamatyu Minsk |
| Ergebnis        | 2:0 (0:0) |
| Datum           | 24. Mai 2003 |
| Stadion         | Dinamo-Stadion, Minsk |
| Zuschauer       | 12.000 |
| Schiedsrichter  | Andrej Schukau |
| Tore            | 1:0 Maksim Zyhalka (53.) 2:0 Maksim Zyhalka (58.) |
| FK Dinamo Minsk | Jury Zyhalka – Jan Ziharau, Andrij Raspopow, Raman Kirenkin, Kiryl Pauljutschak – Sjarhej Kawaltschuk , Ihar Raschkou (83. Wiktar Sokal), Andrej Mileuski, Petr Slatinow – Wital Waladsjankou (86. Mikalaj Ryndsjuk), Maksim Zyhalka (77. Sjarhej Karnilenka) Cheftrainer: Georgi Gjorow ( Bulgarien)     |
| Lakamatyu Minsk | Wital Makautschik – Jauhen Linjou, Georgi Barianidse, Cristovao Trombin (63. Sjarhej Poljakau), Dmitrij Rahowik – Dmitry Denisjuk, Andrej Lukaschewitsch Sjarhej Kabelskij , Michail Litwintschuk (46. Aljaksandr Michnawez) – Aljaksandr Afanasenka, Mikalaj Schwydakou Cheftrainer: Anatolij Jurewitsch |
| Gelbe Karten    | Petr Slatinow, Wital Waladsjankou – Andrej Lukaschewitsch, Michail Litwintschuk, Aljaksandr Michnawez |